# Erwin Küsthardt

Erwin Küsthardt

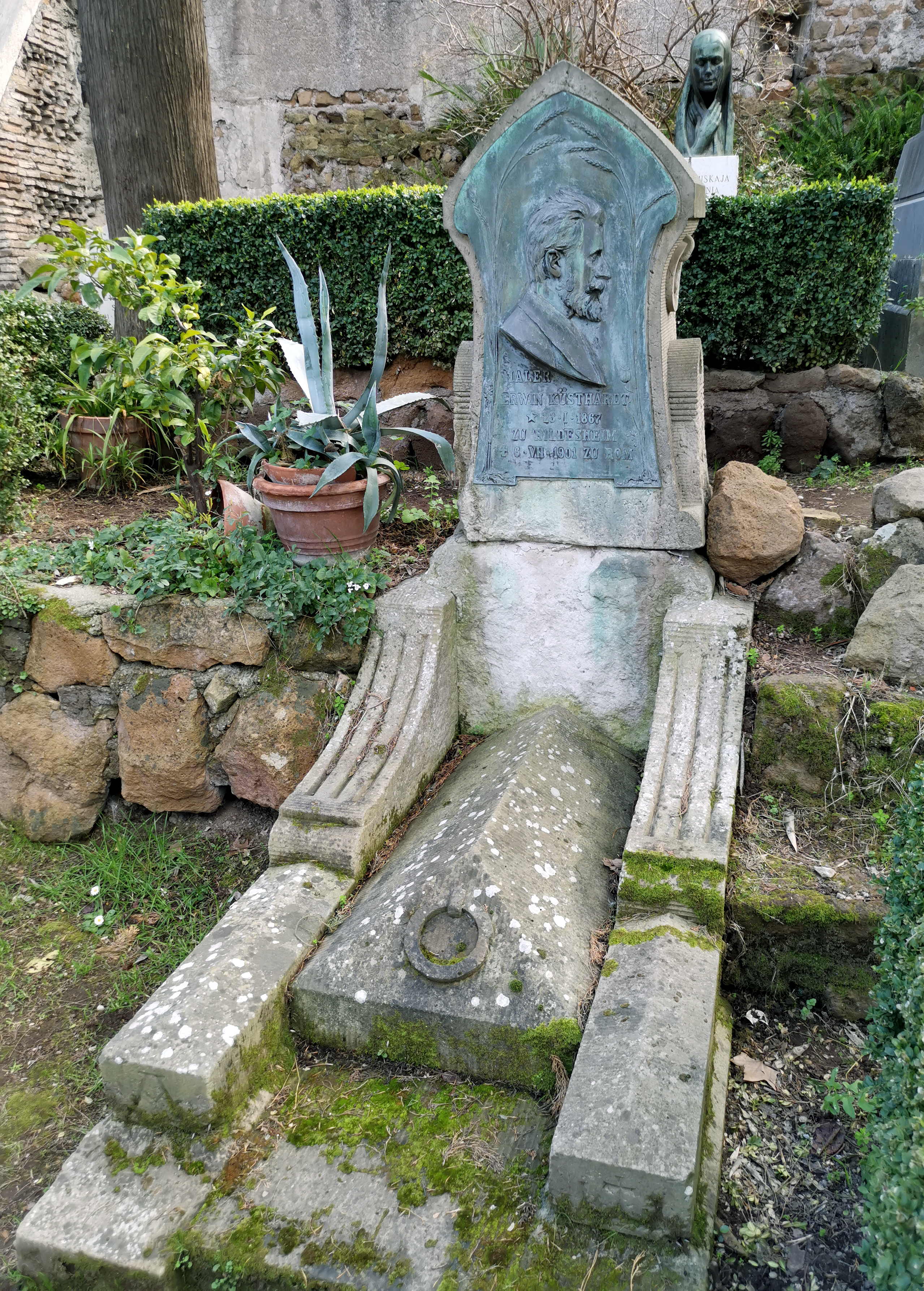
Grab auf dem Nichtkatholischen (Protestantischen) Friedhof Rom

Erwin Küsthardt (* 23. Januar 1867 in Hildesheim; † 6. Juli 1901 in Rom) war ein deutscher Maler und Bildhauer.

## Leben und Werk
Küsthardt, Sohn des Bildhauers Friedrich Küsthardt, studierte von 1885 bis 1894/95 an der Düsseldorfer Kunstakademie bei Heinrich Lauenstein, Hugo Crola, Adolf Schill und Peter Janssen. 1898 erhielt Küsthardt den Großen Staatspreis der Preußischen Akademie der Künste. 1899/1900 und 1901 hielt Küsthardt sich aufgrund seines Rom-Stipendiums in der Villa Strohl-Fern in Rom auf, wo er im Juli 1901 verstarb. Erwin Küsthardt wurde auf dem Protestantischen Friedhof in Rom beerdigt.
Er schuf in seiner lebenszeitbedingt kurzen Schaffensphase überwiegend Bilder mit religiösen Einfluss-Elementen, wie zum Beispiel das Altarbild "Friede sei mit euch" in der Johanneskirche in Herne-Eickel. Von ihm stammen auch einige der Wandgemälde im "Marschensaal" des Allmers-Hauses in Rechtenfleth. Sein letztes größeres Werk stellt das Wandbild Ankunft Kaiser Wilhelms I. auf dem Potsdamer Bahnhof nach der Kriegserklärung 1870 in der Aula des Erfurter Gymnasiums dar. Im Hildesheimer Roemer- und Pelizaeus-Museum wurde Küsthardt 1902 eine Nachlassausstellung gewidmet.

## Werke (Auswahl)
- Studie zu: Bismarck liest dem König die Kriegserklärung vor. 1899, Öl auf Leinwand